# Shirley (Arkansas)
Pour les articles homonymes, voir Shirley.
Shirley est une ville du comté de Van Buren en Arkansas, aux États-Unis. Elle comptait 291 habitants au recensement de 2010.

## Démographie
| 1920 | 1930 | 1940 | 1950 | 1960 | 1970 |
| ---- | ---- | ---- | ---- | ---- | ---- |
| 349  | 292  | 365  | 259  | 197  | 269  |

| 1980 | 1990 | 2000 | 2010 | - | - |
| ---- | ---- | ---- | ---- | - | - |
| 354  | 363  | 337  | 291  | - | - |